# Centaure
Pour les articles homonymes, voir Centaure (homonymie).
Dans la mythologie grecque, un centaure (en grec ancien Κένταυρος / Kéntauros) est une créature mi-homme, mi-cheval (homme-cheval), que l'on disait issue soit d'Ixion et de Néphélé, soit de Centauros et des juments de Magnésie. Le plus célèbre des centaures est Chiron, immortel et chargé de former les jeunes héros.

## Étymologie
Une étymologie ancienne, contestée depuis (notamment par Julius Pokorny qui rapproche la finale (?)αῦρος / aūros du mot Κένταυρος / Kéntauros du latin ūrus, « aurochs »), fait dériver leur nom de deux mots grecs : κεντέω / kentéō, « piquer », et ταῦρος / taûros, « taureau ».[réf. nécessaire] Dans l’Iliade, Homère utilise le mot φήρ / phếr, « bête sauvage » (I, 268 et II, 743) pour désigner les adversaires de Pirithoos, décrits comme de sauvages habitants des montagnes de la Thessalie. Le terme de « centaure » est réservé à Chiron, « le plus juste des centaures » et aussi le plus connu (XI, 832).

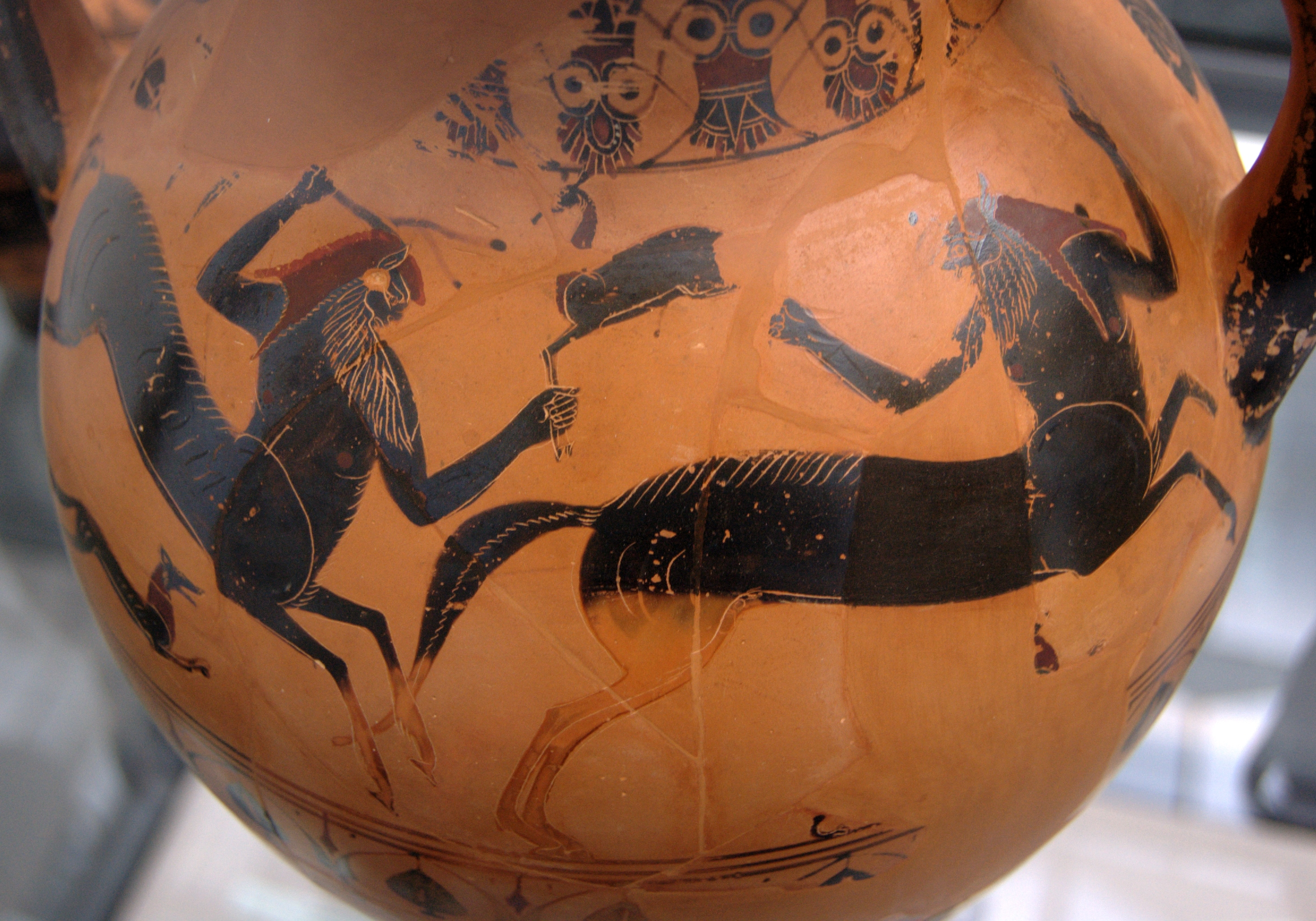
Centaures en chasse : ils ont capturé un chevreau, et celui de gauche tient un arbre déraciné. Un renard les accompagne. Face B d'une amphore grecque à figures noires, 540-530 av. J.-C. Trouvé en Italie.

Le comparatiste Georges Dumézil, puis d'autres spécialistes, ont rapproché le mot grec de celui des êtres célestes que sont les Gandharvas cités dans les Védas indiens,. Selon Michael Janda, Ghandhr̥u̯o- avait à l’origine le sens de « pourvu du parfum [du vin] », ce qui rendrait justice non seulement au rôle historiquement attesté des Gandharvas, mais est également la forme qui a conduit, via des transformations parétymologiques, à leurs formes de nom historiques. Le successeur direct de *Ghandhr̥u̯o- en grec a donné κάνθαρος, un gobelet à vin souvent tenu par les centaures. Le Gandharva « s’élève au-dessus du firmament » de la même manière qu’Alpha du Centaure.

## Mythes antiques
Les centaures sont décrits comme ayant la partie inférieure équine. Ils vivaient à l'origine sur le mont Pélion, en Thessalie. Parmi les plus connus : Chiron (centaure connu pour sa sagesse, qui sert de précepteur à de nombreux héros grecs dont Achille et Jason), Pholos (un centaure calme, ami d'Héraclès) et Nessos (un centaure sauvage qui tente d'enlever l'épouse d'Héraclès Déjanire, avant d'être tué par lui). La mythologie grecque compte plusieurs autres centaures : Eurytion, Hyléos et Rhoécos, Crotos, Thérée.

### L'agression d'Atalante
Atalante croise un jour la route de deux centaures, Hyléos et Rhoécos : ceux-ci veulent abuser de la jeune vierge, mais sont transpercés par ses flèches.

### Le combat contre les Lapithes

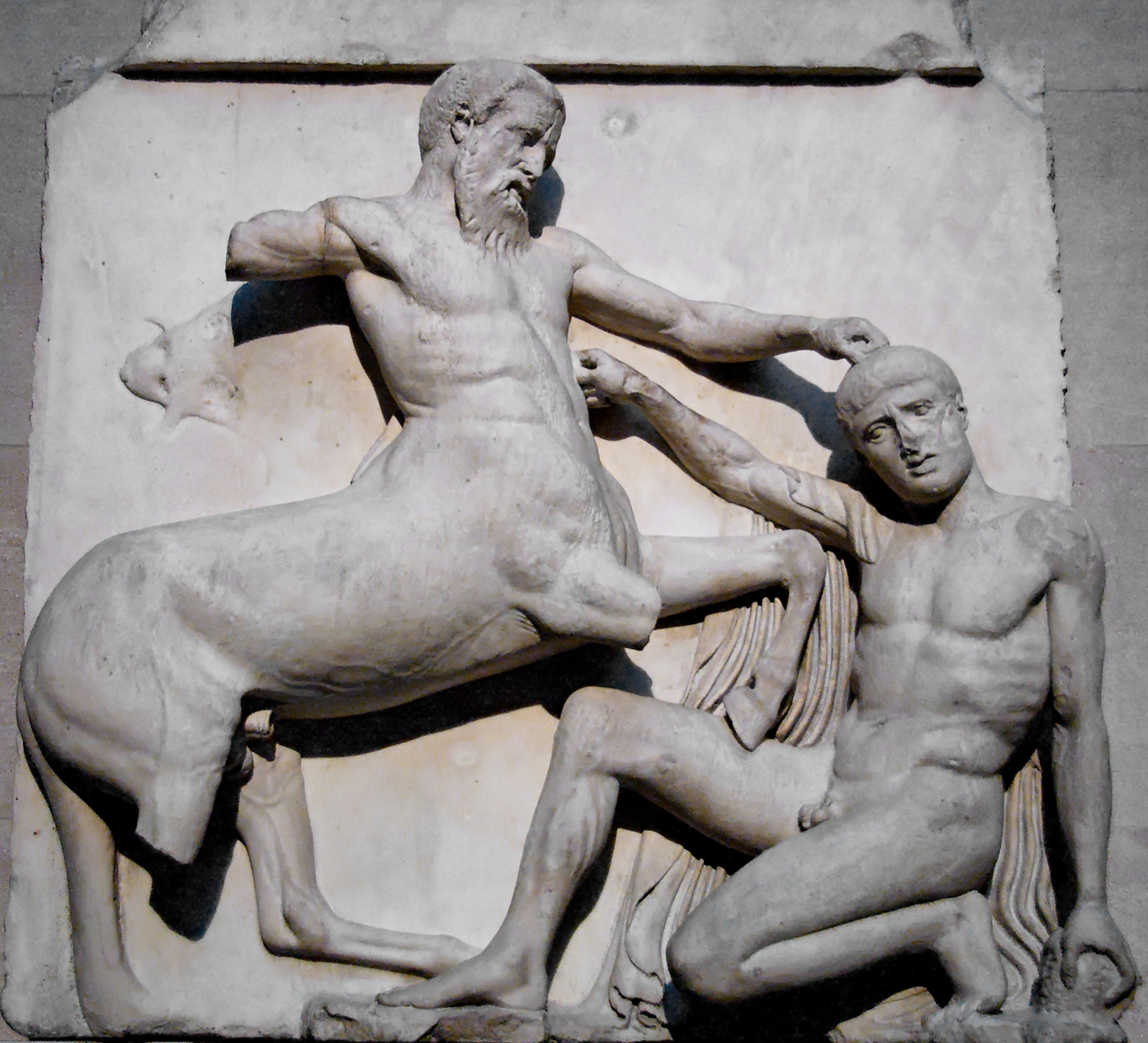
Sculpture montrant Lapithe combattant un centaure (Parthénon, Métope sud 30, vers 447–433 av. J.-C.), British Museum, Londres.

Les centaures du Mont Pélion avaient pour voisins les Lapithes, dont ils descendaient. Ils sont invités à l'occasion du mariage du roi Pirithoos avec Hippodamie (tout comme Thésée), mais le banquet tourne mal : plusieurs centaures ivres, notamment Eurytion, tentent de violer Hippodamie et d'autres femmes lapithes qui étaient aussi des dieux. Un combat s'engage, au cours duquel de nombreux centaures sont tués. Les autres, chassés du mont Pélion, se réfugient pour la plupart autour de Pholos sur le mont Pholoé.
Le poète latin Ovide imagine, dans ce contexte, l'histoire de Cyllare, centaure d'une grande beauté tué par les Lapithes. Son épouse, la centauresse Hylonomé, affligée par sa mort, se suicide.

### Le combat contre Héraclès
Tandis qu'il traquait le sanglier d'Érymanthe, Héraclès est un temps l'hôte de Pholos. Il exprime un jour le souhait de boire du vin : Pholos le prévient qu'il n'ose ouvrir la jarre à vin, commune à tous les centaures. Mais sur l'insistance du héros, il s'y résout : les autres centaures, sentant l'odeur du vin, deviennent alors furieux et se jettent sur Héraclès, qui en tue plusieurs et pourchasse les autres.

### Mort de Chiron et dispersion des centaures
Après avoir été chassé du mont Pélion, Chiron s'installe au cap Malée. Or, les autres centaures, toujours traqués par Héraclès, parviennent jusqu'à lui ; là, le héros utilise ses flèches empoisonnées et en décoche une par mégarde sur Chiron, son tuteur. Celui-ci, rongé de douleurs, mais ne pouvant mourir parce qu'il est immortel, obtient finalement de Zeus de mourir à la place de Prométhée.
Les rares survivants sont par la suite dispersés dans le Péloponnèse ou près d'Éleusis, avec l'aide de Poséidon qui en cache certains.

## Principales représentations dans les arts antiques

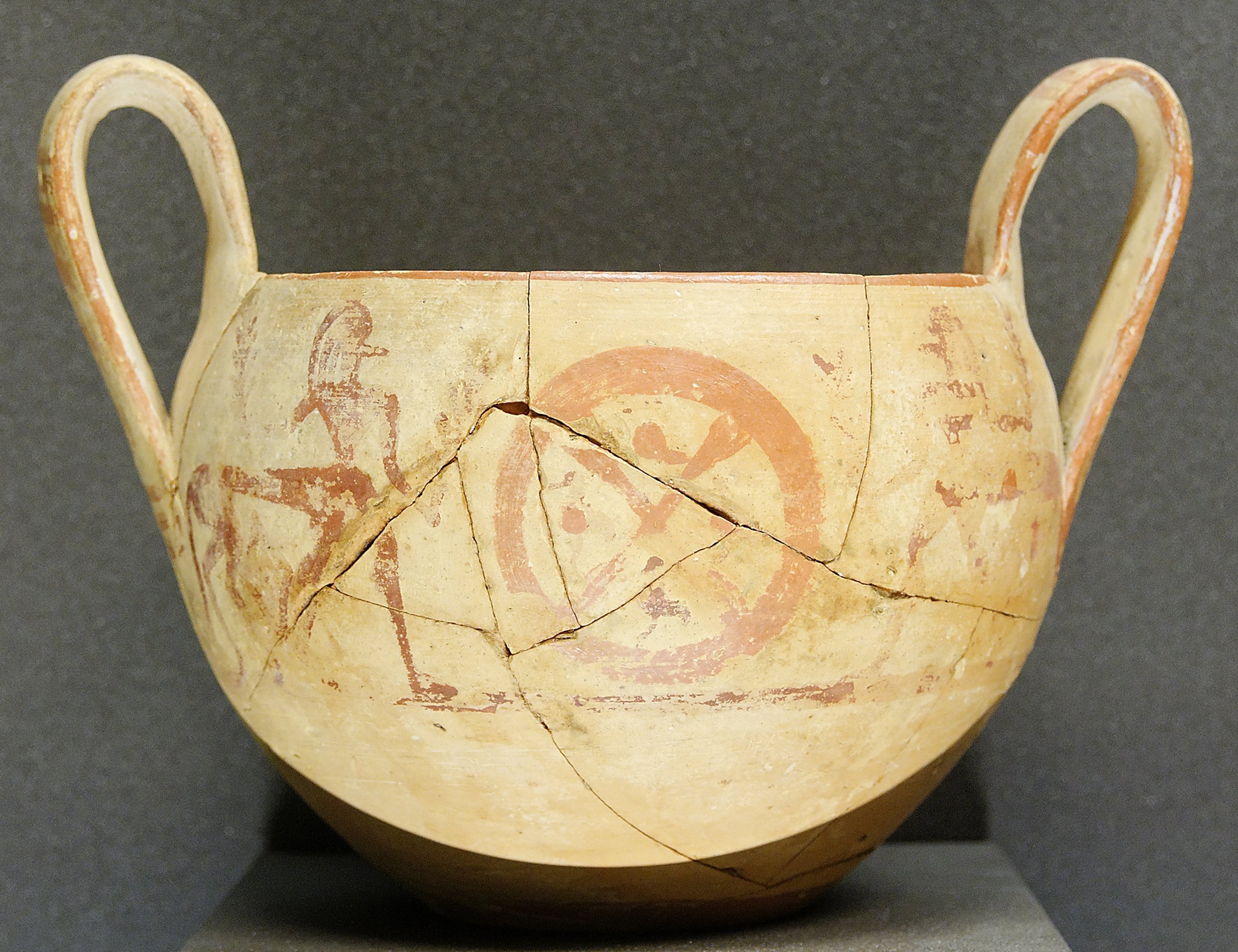
Kantharos béotien, époque géométrique, vers 715-700 av. J.-C.

La riche poterie mycénienne trouvée à Ougarit comprenait deux figures fragmentaires en terre cuite mycénienne qui ont été provisoirement identifiées comme des centaures. Cette découverte suggère une origine datant de l'âge du bronze pour ces créatures mythiques. Un centaure en terre cuite peinte a été trouvé dans la « tombe du héros » à Lefkandi, et à l'époque géométrique, les centaures figurent parmi les premières figures figuratives peintes sur la poterie grecque. Un bronze d'époque géométrique souvent publié d'un guerrier face à face avec un centaure se trouve par exemple au Metropolitan Museum of Art.
Durant l'époque classique grecque, les métopes du Parthénon, qui décorent le Parthénon, grand temple d'Athéna à Athènes, arborent plusieurs bas-reliefs dont l'un représente le combat entre les Centaures et les Lapithes. Ce combat figurait également sur le fronton ouest du temple de Zeus à Olympie.
Les Centaures de Furietti sont une paire de sculptures datant de l'époque hellénistique et représentant deux centaures, l'un jeune et l'autre vieux.
L'art romain antique, influencé par la mythologie grecque, représente lui aussi fréquemment des centaures. Les Thermes de Trajan d'Acholla, construits par l'empereur romain Trajan à Acholla (dans l'actuelle Tunisie) au IIe siècle, arborent de nombreuses mosaïques, dont un plafond montrant un combat entre des centaures et des fauves. Un autre exemple est la paire de centaures dessinant le char de Constantin le Grand et sa famille dans le Grand Camée de Constantin (vers 314-16), qui incarne des images entièrement païennes, et contraste fortement avec l'image populaire de Constantin en tant que patron de christianisme primitif.

## Analyses du mythe antique

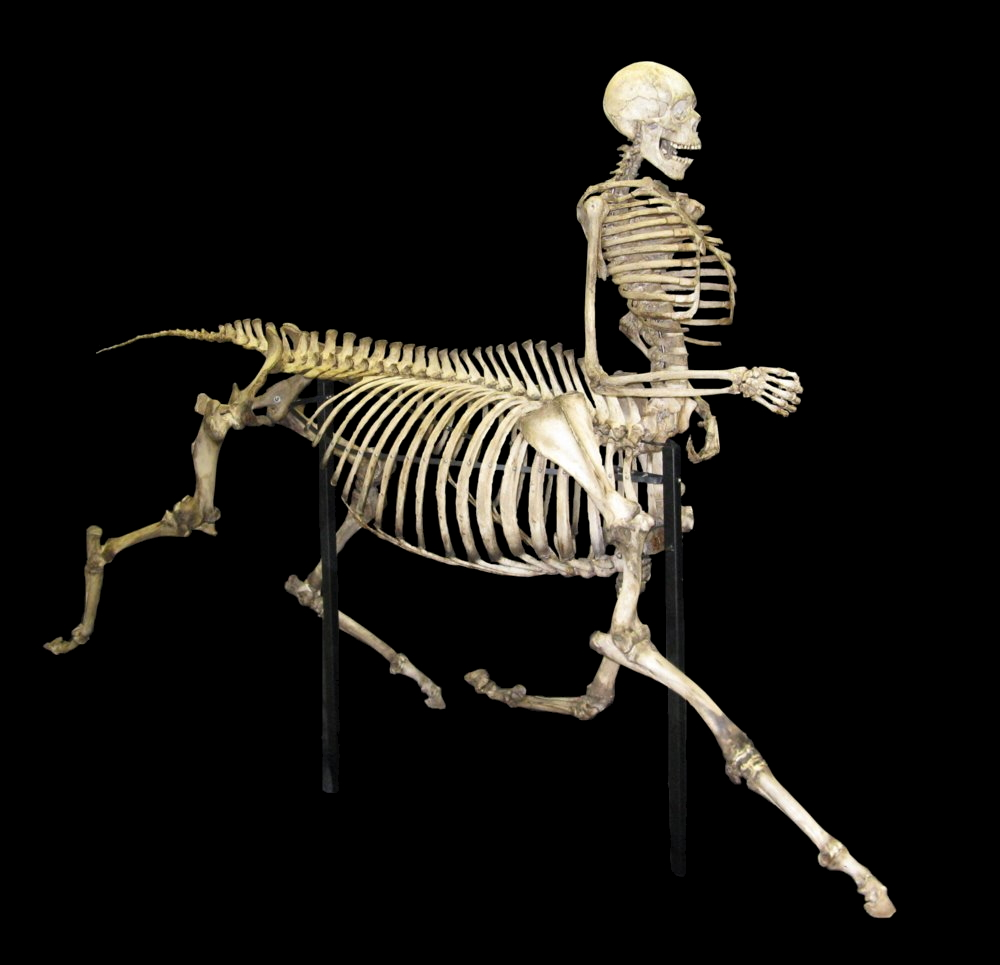
Squelette factice de centaure articulé.

Si l'on excepte Pholos et Chiron, tous deux « avisés » (leur parenté est d'ailleurs différente des autres), les centaures symbolisaient pour les Grecs les appétits animaux (concupiscence et ivresse en sont les traits caractéristiques). Ainsi le combat contre les Lapithes peut se lire comme une parabole de l'affrontement des états civilisé et sauvage.
L'origine de leur représentation est généralement expliquée ainsi : le cheval a été introduit en Grèce dès le XVIe siècle av. J.-C., mais n'était alors utilisé que comme bête d'attelage ; les centaures représenteraient, dans les légendes de l'Âge héroïque, les premiers cavaliers.

## Les types de centaures
Il existe quatre types de centaures : le bucentaure, dont le corps est celui d'un taureau, assimilé au Minotaure ; l'onocentaure, avec un corps d'âne ; l'ichtyocentaure, aussi appelé centaure-triton ou centaure marin, avec un corps de poisson et des pattes avant de cheval (cheval marin qui tire le char de Poséidon) ; et le centaure commun, aussi appelé hippocentaure, avec un corps de cheval et un buste d'homme.
Les centaures de l'Antiquité sont en principe de sexe mâle. Mais, par la suite, on trouve des représentations de centaures femelles, appelées centauresses.
Le centaure est une figure héraldique imaginaire correspondant à sa figuration mythologique. Il est par défaut armé d'une massue. Sa variante principale est le centaure-sagittaire, qui tire à l'arc.

## Évocations dans les arts après l'Antiquité

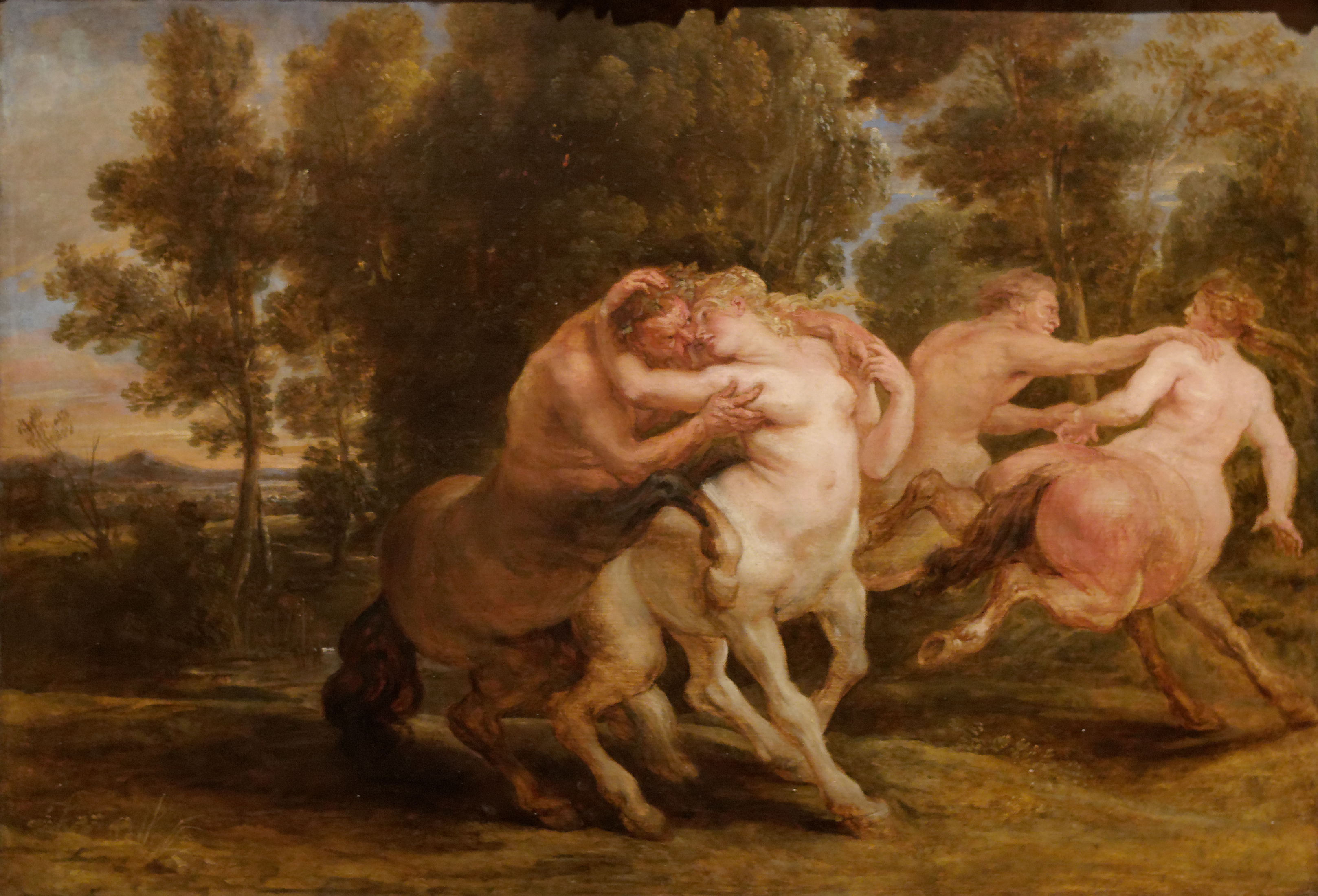
La saison des amours des Centaures. Tableau de Rubens (vers 1635), musée Calouste-Gulbenkian.

### Littérature
Les mythes mettant en scène les centaures sont régulièrement évoqués par les écrivains, notamment les auteurs de bestiaires. Le Liber monstrorum, catalogue de peuples et créatures légendaires anonyme du VIIIe siècle, décrit l'hippocentaure. Il les présente comme ayant la nature mêlée des chevaux et des humains, avec des têtes hérissées comme des animaux sauvages. Leurs lèvres ne sont pas habituées au langage humain et elles ne peuvent former aucun son en mots.
Le poète romantique français Maurice de Guérin compose un poème en prose intitulé Le Centaure en 1840. Le poète parnassien français Leconte de Lisle inclut dans son recueil Poèmes antiques en 1852 un poème intitulé « La Robe du centaure » où il relate la mort d'Héraclès tué par le poison du centaure Nessos. 
Autre parnassien, José-Maria de Heredia consacre plusieurs poèmes aux centaures et à leur disparition dans son recueil Les Trophées (1893) : « Nessus », « La Centauresse », « Centaures et Lapithes » et « Fuite de Centaures ».
Le roman en prose poétique d'André Lichtenberger, Les Centaures (1924), un des précurseurs du genre de la fantasy en France, se déroule dans un monde imaginaire fortement inspiré de la mythologie gréco-romaine et où les centaures forment l'un des principaux peuples.
À partir du XXe siècle, les centaures apparaissent régulièrement dans les univers de fantasy qui s'inspirent fréquemment de la mythologie grecque et des bestiaires médiévaux. Ils sont notamment présents dans les suites romanesques Narnia de C.S. Lewis et Harry Potter de J.K. Rowling. On peut aussi les trouver, entre autres fantastiques créatures hybrides, dans le monde de Xanth, de la série de Light Fantasy éponyme de Piers Anthony. Le réalisme magique met lui aussi en scène la figure du centaure, avec le roman Les Grottes de Haydrahodahus de l'écrivain syrien Salim Barakat (2008) et sa suite ẖawāfir muhashshimat fī Haydrahōdahūs (2010).

### Peinture

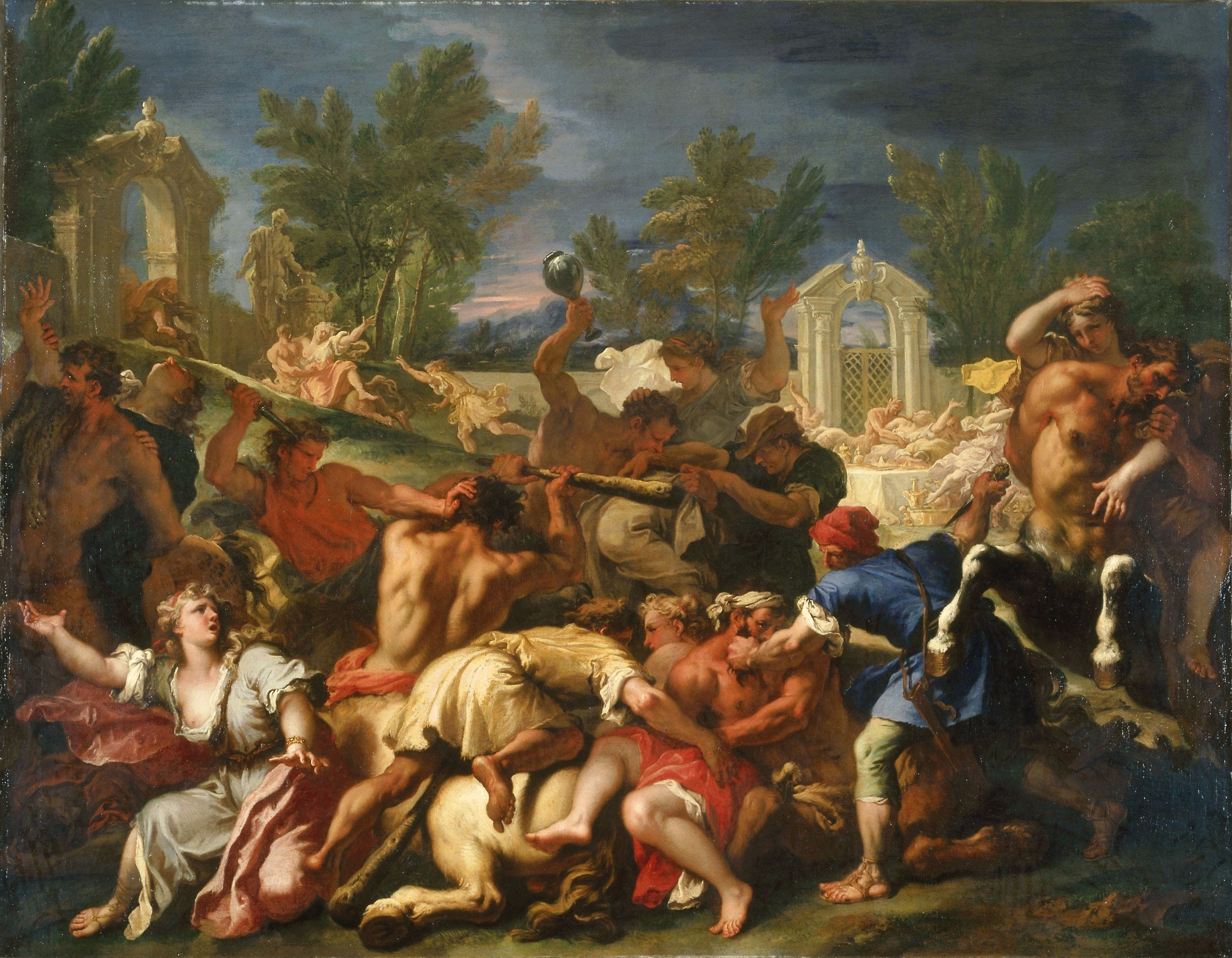
La Bataille des Lapithes et des Centaures de Sebastiano Ricci (vers 1705–1710), High Museum of Art, Atlanta.

Les Centaures apparaissent très souvent dans les illustrations et les peintures à sujets mythologiques, du Moyen Âge à nos jours.
Les centaures apparaissent collectivement dans des scènes de genre qui les dépeignent comme des êtres pacifiques coulant des jours paisibles dans une campagne idéalisée. Pierre Paul Rubens peint ainsi Les Amours des Centaures en 1635. Eugène Fromentin peint des Centaures et centauresses s'entraînant au tir à l'arc. Vers 1887, John LaFarge peint une Centauresse. Edoardo Ettore Forti peint une Fête des centaures entre 1880 et 1920. Le peintre symboliste allemand Max Frey peint une Centaurine en 1928. Wilhelm Trübner, autre peintre allemand, peint plusieurs tableaux représentant les amours de centaures et de centauresses.
À l'inverse, d'autres peintres conservent une représentation des centaures comme des êtres sauvages. Au XIXe siècle, c'est le cas d'Arnold Böcklin qui peint un Combat de centaures et un Paysage rocheux avec centaures à la chasse.

### Sculpture
Vers 1492, le jeune Michel-Ange sculpte la Bataille des Centaures, un bas-relief représentant des centaures engagés dans un combat contre des humains. Le bas-relief a fait l'objet d'interprétations variées.
Avec le groupe Centaure et Bacchante, Arthur Le Duc s'inspire du mythe ovidien de l'enlèvement de Déjanire par le centaure Nessos, mais en changeant profondément le sens, l'accent étant mis sur la volupté et la sensualité d'une envolée amoureuse et romantique.

En 1985, le sculpteur français César achève une sculpture intitulée Le Centaure, qui décore la Place Michel-Debré, dans le 6e arrondissement de Paris, en France.

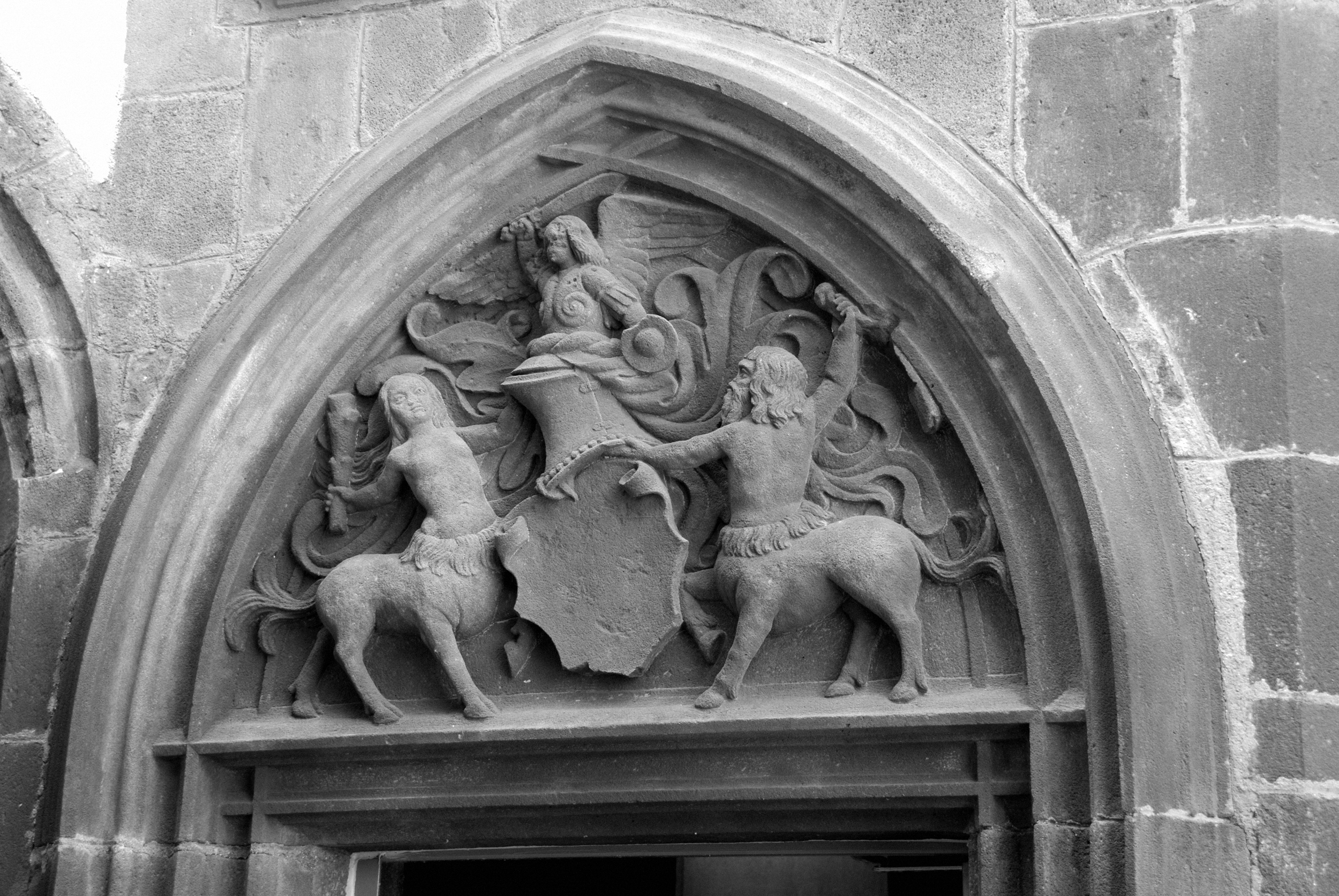
Montferrand, Hotel Albiat ou Maison des Centaures, Bas relief avec un Centaure et une Centauresse, XVe siècle
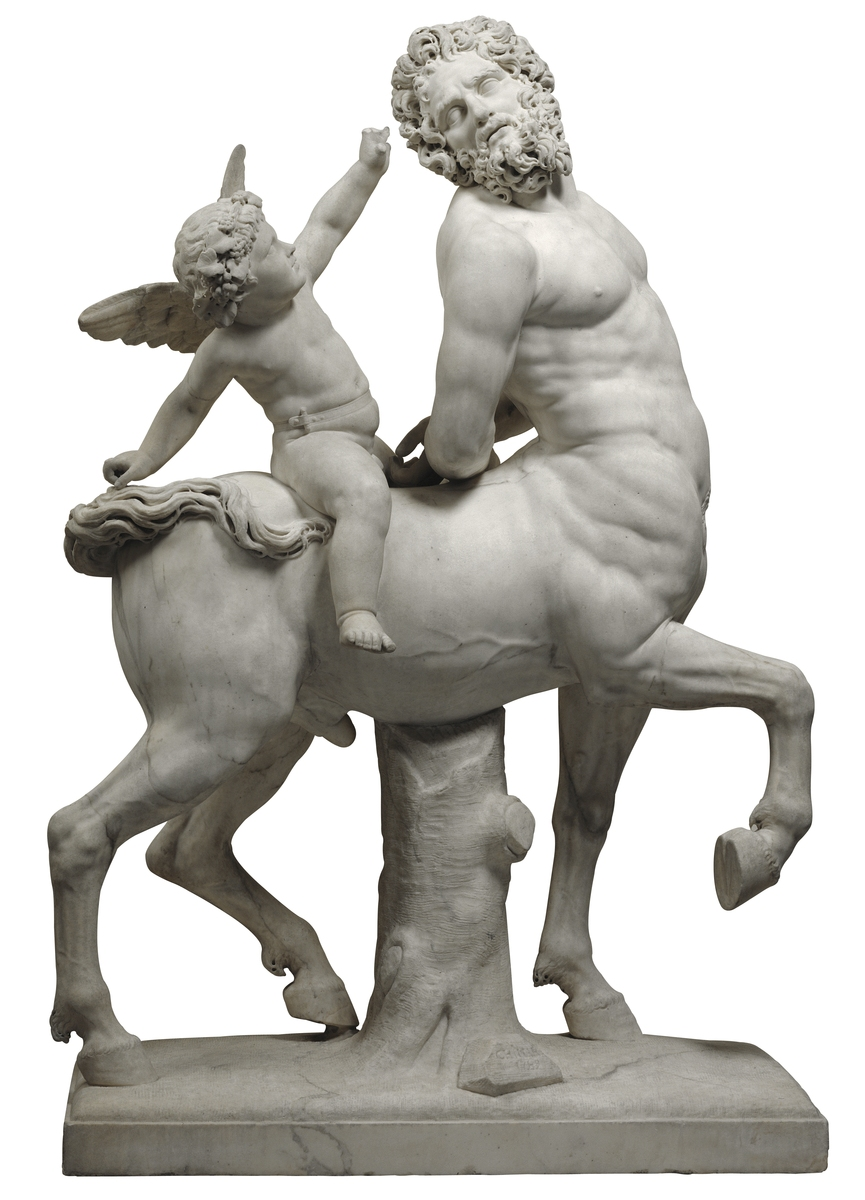
Centaure dompté par l'Amour 1789 - Joseph Chinard (d'après l'antique) - Lyon MBA
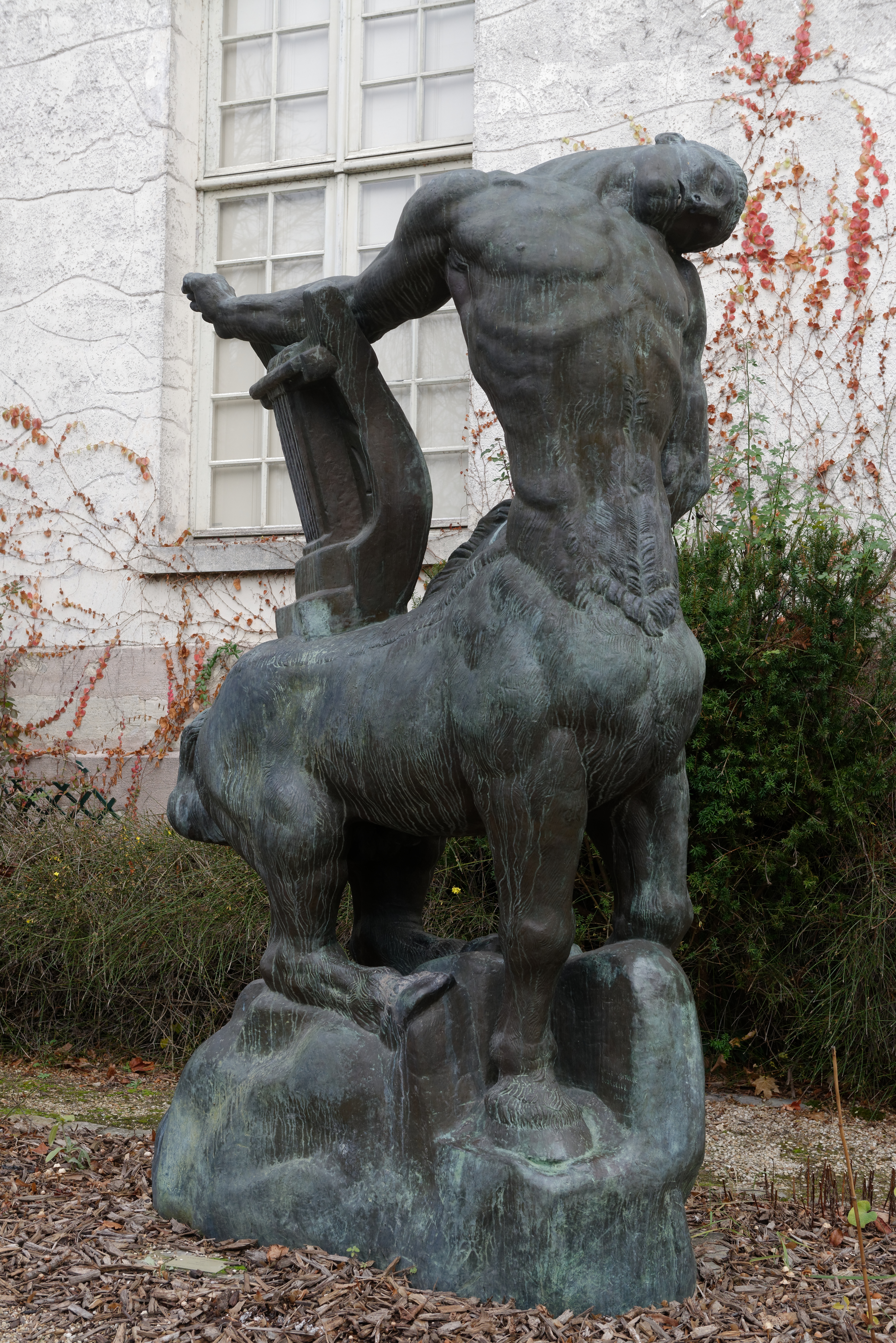
Le Centaure mourrant - Bourdelle 1914 - Saint Germain en Laye, Musée départemental Maurice Denis
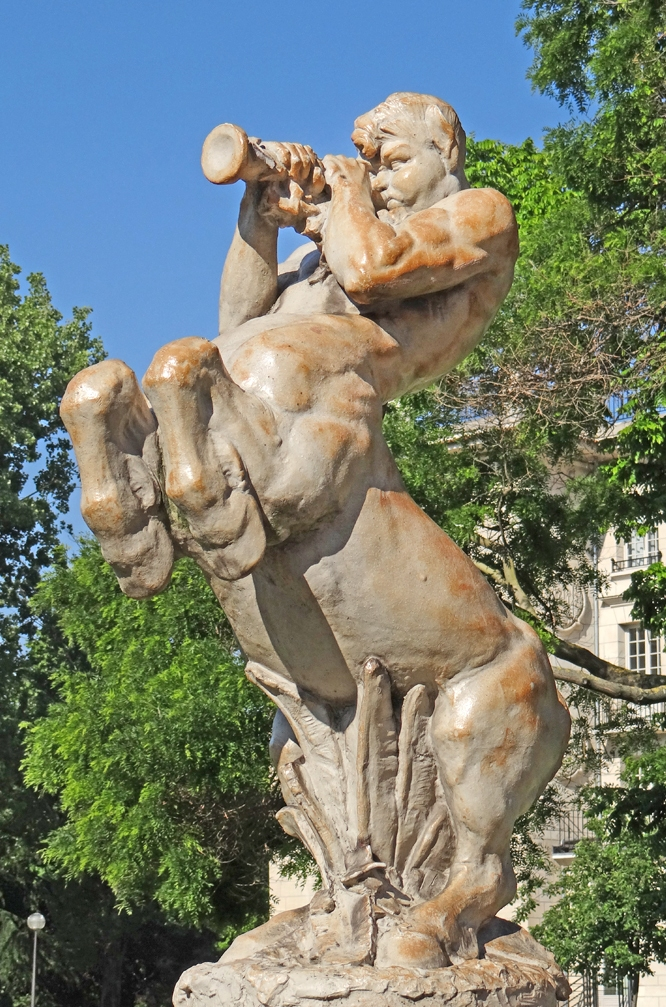
Le Centaure qui danse (jouant de l'aulos) - Louis de Monard 1920ca - Cité Universitaire de Paris

### Bande dessinée
Outre leurs apparitions fréquentes dans les bandes dessinées adaptées de mythes gréco-romains, les centaures font parfois l'objet d'inventions originales ou de créations plus librement dérivées de ces mythes. La série de bandes dessinées belges Les Centaures, scénarisée et dessinée par Pierre Seron et parue à partir de 1977, a pour personnages principaux deux centaures, Aurore et Ulysse, qui quittent l'Olympe où ils sont nés pour explorer le monde à diverses époques.

### Cinéma
Les centaures apparaissent dans plusieurs films, mythologiques ou fantastiques, parmi lesquels :
- Fantasia (1940), long-métrage d'animation ;
- La Vengeance d'Hercule (1960) ;
- Le Voyage fantastique de Sinbad (1973) ;
- Hercule (1997), long-métrage d'animation ;
- Harry Potter à l'école des sorciers (2001), adapté du roman du même nom ;
- Le Monde de Narnia : Le Lion, la Sorcière blanche et l'Armoire magique (2005) ;
- Harry Potter et l'Ordre du phénix (2007), adapté du roman du même nom ;
- Percy Jackson : Le Voleur de foudre (2010), adaptation du roman Le Voleur de foudre ;
- Astérix : Le Secret de la potion magique (2018), long métrage d'animation.

### Jeux vidéo
Les centaures apparaissent logiquement dans les jeux vidéo inspirés de la mythologie grecque et romaine. Dans le jeu de stratégie Age of Mythology, où l'on développe une armée formée de héros et de créatures mythologiques, le centaure figure parmi les unités mythologiques grecques.
Une apparition dans les jeux God of War, qui est une série de jeux où l'on incarne un héros qui s est fait trahir par le dieu Arès et voulant se venger des dieux en les tuant tous un par un.[à développer]
Dans l'univers des jeux vidéo Warcraft, plusieurs tribus rivales de centaures se disputent les terres de Kalimdor, en particulier dans la région de Désolace, dans le MMORPG World of Warcraft qui montre des centaures fils et filles d'un ancêtre nommé Cénarius. Ce sont des centaures pacifiques, protecteurs et gardiens de la nature, à corps de cheval ou de biche.

### Sources antiques
- Pseudo-Apollodore, Bibliothèque [détail des éditions] [lire en ligne] (II, 5, 4), Épitome [détail des éditions] [lire en ligne] (I, 20).
- Diodore de Sicile, Bibliothèque historique [détail des éditions] [lire en ligne] (IV, 12, 3 ; IV, 12, 6-8 ; IV, 69, 5 ; IV, 70, 1).
- Homère, Iliade [détail des éditions] [lire en ligne] (I, 268 ; II, 743 ; XI, 832),
- Odyssée [détail des éditions] [lire en ligne] (XXI, 295 et suiv.).
- (fr) Iliade (trad. du français par Robert Flacelière), Éditions Gallimard, 1993 (1re éd. 1956) (ISBN 2-07-010261-0)
- (fr) L’Odyssée (trad. du grec ancien par Victor Bérard), Éditions Gallimard, 1993 (1re éd. 1956) (ISBN 2-07-010261-0)
- Hygin, Fables [détail des éditions] [(la) lire en ligne] (XXXIII).
- Ovide, Métamorphoses [détail des éditions] [lire en ligne] (IX, 123 ; XII, 210 et suiv.).
- Pindare, Odes [détail des éditions] (lire en ligne) (Pythiques, II, 20 et suiv.).
- Virgile, Énéide [détail des éditions] [lire en ligne] (VIII, 293)